# 3人家族
『3人家族』（さんにんかぞく）は、TBS系列の「木下恵介アワー」（当時：日産自動車一社提供）の第4弾で、1968年 - 1969年に放送されたテレビドラマ。シリーズ中、歴代No.1の最高平均視聴率の作品となった。優秀映画鑑賞会推薦。

## 放送データ
- 放送期間：1968年10月15日[2] - 1969年4月15日[3]
- 放送日時：毎週火曜日 21:00-21:30
- 放送回数：全26回
- 放送形態：カラーフィルム作品

## 概要
- 松竹で木下恵介に師事していた山田太一の、初の連続ドラマ単独脚本作品といわれる[4]。
- ロケ地は国鉄横浜駅、東急東横線妙蓮寺駅、横浜港、山下公園、日本大通り、御殿場、日比谷公園、野毛山動物園、江ノ島、横浜中華街、横浜ドリームランドなど1968-69年当時の実景にて行われ、また、主だったセットは松竹大船撮影所にて組まれ撮影された。
- 矢島正明の、登場人物の心理を描写するナレーションは、アメリカのテレビドラマ「逃亡者」からヒントを得ている。
- 柴田家は、横浜・妙蓮寺の一軒屋、稲葉家は横浜・野毛のマンションの設定。
- 栗原小巻は「三人家族」「みつめいたり」の演技で、第9回日本放送作家協会賞(女性演技者賞)。

## あらすじ
偶然、横浜駅発の朝の通勤電車で見かけた同世代の会社員の柴田雄一と稲葉敬子。互いの名前も知らず、一目惚れをし合った二人は、満員電車で言葉を交わしたことでお互いの会社が丸の内近辺（雄一は田村町、敬子は霞ヶ関）にあると気付くが、それ以上の事は知らないままだった。
一方、横浜では予備校の申込みをきっかけに雄一の弟・健と敬子の妹・明子が知り合う。翌日の江の島へのデートの日、姉の敬子が一緒に付いてきたため、健が撮った写真で弟の友人の姉が一目惚れの相手であることに気づき、一度会いたいと申込む。雄一は会社の海外留学を目指し、今は恋人は必要ないと考えていたが、敬子とデートを重ねる内に交際するように。明子は健に思いを寄せるが健は高校の同級生・洋子に片思い中。しかしクリスマスに洋子にふられてしまい、その直後に明子が自宅のクリスマスパーティに誘ったことがきっかけとなり交際に発展する。
そして、13年前に夫が蒸発した姉妹の母・キク、妻に先立たれた定年退職前後の会社員である兄弟の父・耕作（どちらも3人家族）を含めた家族ぐるみの親交も生まれていく。

## 出演

### 主演
- 柴田雄一：竹脇無我
- 稲葉敬子：栗原小巻

### 柴田家
- 柴田健：あおい輝彦（雄一の弟）
- 柴田耕作：三島雅夫（雄一と健の父）

### 稲葉家
- 稲葉明子：沢田雅美（敬子の妹）
- 稲葉キク：賀原夏子（敬子と明子の母）

### その他
- 沢野敬：中谷一郎（敬子に思いを寄せる写真家)
- 春日ハル：菅井きん（耕作に恋心を抱く柴田家の家政婦）
- 須藤兼一：森幹太（キクの元夫、姉妹の父親)
- 洋子：川口恵子（薬局の娘、健の片思い相手)
- 小林：近藤洋介（雄一の先輩社員）
- 高松：菅貫太郎（商事会社の営業課員）
- 佐藤：遠藤剛（雄一の同僚）
- 通信部長：武内亨（雄一の上司）
- 健の友達：鶴田忍
- 中山：東野孝彦（雄一の友人）
- 明美：片山真由美（中山の恋人）
- 敬子の上司：永井智雄
- 旅行代理店の客：川上夏代、三戸部スエ
- 宮原公代・沢野の元恋人: 川口敦子 (敬子に嫉妬し、職場を訪れる)
- 山下公園の青年：林家珍平
- 予備校の窓口係：関口銀三
- 電話工事業者：矢野宣、荘司肇
- 吉本 : 江幡高志
- 昇 : 鶴田忍 （健の友人）
- 床屋の息子 : 高畑喜三 （健の友人）
- ご隠居さん：吉田義夫（ハルの勤務先の主人）
- 雄一の同僚：神山寛、山崎直衛
- 雄一の商社の顧客：ジョー・ホルカム、アレン・ビエラルド
- 雀荘の主人：土紀養児

ほか
- ナレーター：矢島正明

## スタッフ
- 企画：木下惠介・山田太一
- 脚本：山田太一
- 演出：中川晴之助、川頭義郎
- 音楽：木下忠司
- プロデューサー：四方基
- 制作：松竹、木下恵介プロダクション、TBS

## 主題歌
「二人だけ」
作詩・作曲：木下忠司 / 唄：あおい輝彦、瀬間千恵

## 関連作品
- 『二人の世界』（1970年・TBS）

「木下恵介アワー」の第8弾。同じく山田太一の脚本で、竹脇・栗原の他、あおい輝彦や三島雅夫らも出演。
- 『知らない同志』（1972年・TBS、山田太一他脚本）

今作品で娘母役だった栗原小巻・賀原夏子が、嫁姑役を演じている。